# Нижнеиретское муниципальное образование
Нижнеиретское муниципальное образование — муниципальное образование со статусом сельского поселения в
Черемховском районе Иркутской области России. Административный центр — село Нижняя Иреть.

## Демография
По результатам Всероссийской переписи населения 2010 года
численность населения муниципального образования составила 1097 человек, в том числе 531 мужчина и 566 женщин.

## Населенные пункты
В состав муниципального образования входят населенные пункты
- Нижняя Иреть
- Бажей
- Большебельск
- Гусева
- Невидимова
- Паточный
- Шестакова